# Mengyi Roland
Mengyi Roland (Miskolc, 1975. március 1. –) magyar jogász és politikus, 2010. és 2018. között a Fidesz-KDNP országgyűlési képviselője. 2015 után európai uniós forrásokra pályázó szociális szövetkezeteknek ígért segítséget annak fejében, hogy az elnyert támogatás 50-90%-át utána neki visszaadják. A pénz egy részét meg is kapta, mielőtt a korrupciós ügy kiderült. 2019-ben letöltendő börtönbüntetésre ítélte a bíróság költségvetési csalás kísérlete és befolyással üzérkedés miatt. 2020 elején megkezdte négyéves börtönbüntetésének letöltését. Innen 2021 decemberében szabadult.

## Életpályája
Tiszaújvárosban érettségizett, fiatal korában szeretett sportolni, az 1994-es junior testépítő bajnokságon 90 kg-os kategóriában Tiszaújváros színeiben tizedik lett. Budapestre költözését követően a kilencvenes évek elején a Köztársasági Őrezred tagjaként az Országházban dolgozott mint objektumőr, majd a Legfelső Bíróság akkori elnöke, Solt Pál sofőrje és személyi testőre lett. Mengyi életében fordulópont volt, mikor megismerkedett egy neves budapesti állatorvos lányával, az értelmiségi miliő hatására kezdte el egyetemi tanulmányait. 2005-ben végzett a Pázmány Péter Katolikus Egyetem Jog- és Államtudományi Karának jogász szakán, majd ugyanebben az évben megalapította a Park Consulting Kft. vállalkozást, ami főleg saját tulajdonú ingatlan adásvételével, bérbeadásával foglalkozott. Később felesége révén ismerkedett meg Petrás István milliárdos vállalkozóval, akinek egyik bizalmi embere lett, később azonban összekülönböztek, miután Mengyi politikusnak akart állni. Mengyinek a felesége cégtársa, Juharos Róbert jogász, a Fidesz józsefvárosi elnöke segített elhelyezkednie a politikában, de ebben Petrás által megismert személyek is segítségére voltak.
A 2010-es magyarországi országgyűlési választáson Borsod-Abaúj-Zemplén megye 12. számú egyéni választókerületében a 2. fordulóban országgyűlési képviselői mandátumot szerzett. Ebben az időben állítólag nagyon magabiztossá vált, volt, hogy „főispán uramnak” szólították egy tiszaújvárosi étteremben a pincérek. 2011-ben két gyanús ügyben is felmerült a neve, először az ő „páneurópai romastratégiájával” indokolták fideszes politikusok, hogy miért utaztak az Európai Régiók Gyűlésének éves közgyűlésére az Azori-szigetekre, másodszor pedig politikailag érintett földügyletekkel hozták össze a nevét, mely során korábbi földpályázatokat Mengyi közreműködésével felülírták, hogy aztán fideszes kötődésű emberek, köztük Mengyi kampányfőnöke nyerjenek a földpályázatokon.
Az MSZP Borsod-Abaúj-Zemplén megyei közgyűlési frakciója 2011. október 14-én feljelentette Mengyit hivatali visszaélés és hűtlen kezelés vádjával.
2010 és 2014 között a Borsod-Abaúj-Zemplén Megyei Önkormányzat megyei közgyűlésének elnöke volt. 2014-ben a Borsod-Abaúj-Zemplén megyei 6. számú országgyűlési egyéni választókerületben szerzett országgyűlési képviselői mandátumot.

## Korrupciós ügye
2016-ban keveredett korrupciós botrányba, mely szerint szociális szövetkezetek szerettek volna 2015-ben uniós pénzre pályázni, ehhez pedig állításuk szerint az elosztásnál bennfentes Mengyi segítségét kérték, aki a megnyert pénz először 50, végül 90 százalékáért segített volna egy rájuk szabott 500 milliós pályázatnál. Mengyi tízmillió forint „alkotmányos költségnek” hívott kenőpénzt is kért a bemutatott lehallgatási jegyzőkönyvek szerint, ötöt meg is kapott, emellett végig „Voldemort nagyúrnak” szólíttatta magát. Mengyi tagadta a vádakat, és azt mondta, hogy áll bármilyen vizsgálat elé. Ennek ürügyén augusztus 18-án fel is függesztették a mentelmi jogát. A 168 Óra szerint, akik Mengyi korrupciós ügyét is megjelentették, Tállai András, a NAV vezetője vagy Polt Péter legfőbb ügyész befolyásolni akarták a Mengyit is érintő büntetőügy nyomozását, főleg miután hírek szerint Mengyit megfigyelése során azért nem tartóztatták le, mert erre nem kaptak engedélyt, de az Ügyészség visszautasította a gyanúsítást.
2019. február 21-én a bíróság hatodrendű vádlottként első fokon bűnösnek találta bűnsegédként elkövetett költségvetési csalás kísérlete és befolyással üzérkedés miatt, ezért 3 év börtönre, illetve 4 milliós pénzbírságra ítélte. Mengyi fellebbezett az ítélet ellen. 2019. szeptember 25-én a  Fővárosi Ítélőtábla másodfokú ítéletében Mengyi Roland hatodrendű vádlott tekintetében súlyosbította az elsőfokú ítéletet, háromról négy év letöltendő börtönre, bűnsegédként elkövetett költségvetési csalás kísérlete és befolyással üzérkedés miatt ítélte el. Büntetése letöltését 2020 januárjában kezdte meg.
Értesülesek szerint büntetését egy, a szokásos magyar börtönök létszínvonalánál jobb, úgynevezett „VIP-börtönben” tölthette Kecskeméten, ahol többek közt egyágyas zárkák állnak rendelkezésre. A BV ugyanakkor tagadta az ez irányú értesüléseket. Mengyi különböző kedvezmények miatt a négy évből 22 hónapot töltött a rácsok mögött, innen 2021 decemberében szabadulhatott.

## Magánélete
C típusú középfokú angol nyelvvizsgával rendelkezik. Nős, 3 gyermeke van.